# المسرع الوطني الكبير للأيونات الثقيلة

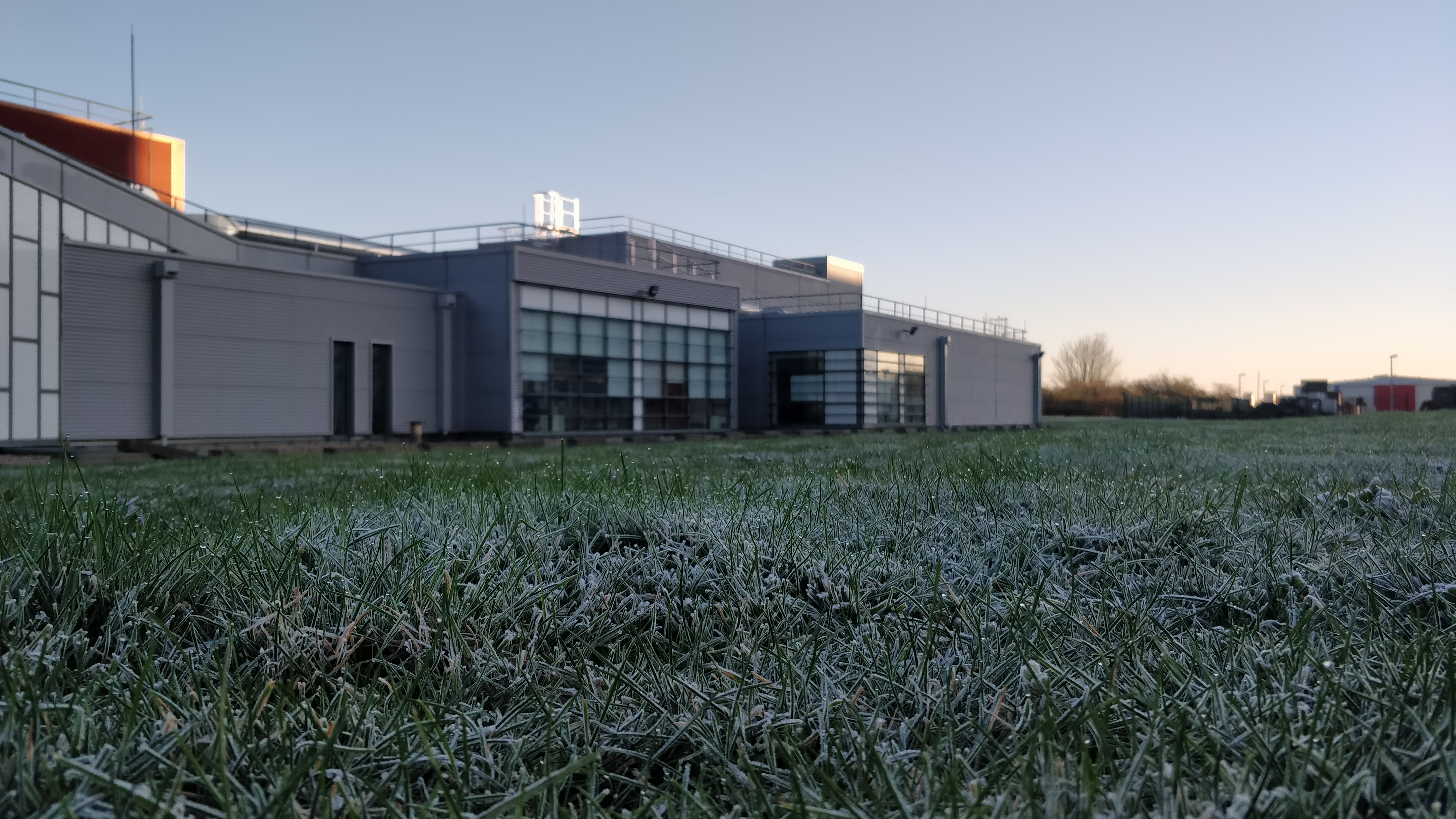

المُسرِّع الوطني الكبير للأيونات الثقيلة وتختصر إلى غانيل (بالفرنسية: Grand Accélérateur National d’Ions Lourds, GANIL)‏، هو مسرع الأيونات الثقيلة الوطني الفرنسي، وهو مركز للبحوث النووية يقع في مدينة كان الفرنسية. المنشأة النووية مكونة من مسارعين متسلسلين من نوع سيكلوترون متزامن.